# Gumlapura, Mulbagal
Gumlapura là một làng thuộc tehsil Mulbagal, huyện Kolar, bang Karnataka, Ấn Độ.